# Parada (Bragança)
Parada, ou Parada de Infanções, como também é conhecida, é uma povoação portuguesa do Município de Bragança que foi sede da extinta Freguesia de Parada, freguesia que tinha 36,43 km² de área e 507 habitantes (2011), e, por isso, uma densidade populacional de 13,9 hab./km².
A Freguesia de Parada foi extinta em 2013, no âmbito de uma reforma administrativa nacional, tendo sido agregada à Freguesia de Faílde para formar uma nova freguesia denominada União das Freguesias de Parada e Faílde da qual é a sede.
A freguesia integrava ainda a aldeia de Paredes.

## População
| População da freguesia de Parada | População da freguesia de Parada | População da freguesia de Parada | População da freguesia de Parada | População da freguesia de Parada | População da freguesia de Parada | População da freguesia de Parada | População da freguesia de Parada | População da freguesia de Parada | População da freguesia de Parada | População da freguesia de Parada | População da freguesia de Parada | População da freguesia de Parada | População da freguesia de Parada | População da freguesia de Parada |
| -------------------------------- | -------------------------------- | -------------------------------- | -------------------------------- | -------------------------------- | -------------------------------- | -------------------------------- | -------------------------------- | -------------------------------- | -------------------------------- | -------------------------------- | -------------------------------- | -------------------------------- | -------------------------------- | -------------------------------- |
| 1864                             | 1878                             | 1890                             | 1900                             | 1911                             | 1920                             | 1930                             | 1940                             | 1950                             | 1960                             | 1970                             | 1981                             | 1991                             | 2001                             | 2011                             |
| 662                              | 726                              | 830                              | 1 013                            | 1 191                            | 909                              | 905                              | 1 115                            | 1 448                            | 1 281                            | 1 081                            | 862                              | 666                              | 604                              | 507                              |

## Património
- Castro de Ciragata ou Cidadelhe
- Igreja de Paredes
- Berrão do Adro
- Igreja de Parada
- Ponte de Parada

## Personalidades
- Francisco Pereira
- Madureira Feijó